# Tecnología espacial
Tecnología espacial es la tecnología en la que se cuenta la llegada al espacio, el uso y mantenimiento de diferentes sistemas (vitales, o de experimentación) durante la estancia en el espacio o vuelo espacial, y el retorno de las personas desde el espacio. 
La tecnología espacial tiene múltiples usos: desde los muy específicos y relacionados con campos de investigación muy especializados hasta aquellos que se perciben en la vida cotidiana, como revisar el pronóstico meteorológico, ver televisión por la antena parabólica o utilizar un dispositivo GPS.

## Historia
La tecnología espacial comenzó en 1957, cuando los soviéticos pusieron en órbita el Sputnik 1, el cual sería su primer satélite artificial. Al año siguiente, Estados Unidos lanza su primer satélite, el Explorer 1. Esto desencadenó un gran interés sobre el tema espacial alrededor de todo el mundo, a finales de los años 50’s representaba una nueva era en la comunicación. 
Igualmente, en 1957, en México empezaron a realizar investigaciones al respecto, específicamente en la Universidad Autónoma de San Luis Potosí, donde algunos físicos tuvieron información sobre la construcción de cohetes. El director de la universidad decidió, con el objetivo de desarrollar la investigación y creatividad en los alumnos, llevar a cabo los experimentos en un campo de golf muy cerca del campus. El 28 de diciembre del mismo año, se lanzó exitosamente el primer cohete de 8 kg de peso y 1.70 m de altura. El segundo lanzamiento se realizó 4 meses después, teniendo un mejor diseño que incluía un paracaídas para facilitar el descenso. Se pretendía hacer uso de estos cohetes para realizar estudios sobre las radiaciones a grandes alturas.
Actualmente, diversas aplicaciones de uso diario dependen de tecnologías específicamente desarrolladas para el espacio exterior: satélites de telecomunicaciones, satélites de telemetría, etc. Inicialmente éstas tecnologías fueron consideradas tecnología espacial, especialmente durante la Guerra Fría y la subsiguiente carrera espacial, pero la amplia utilización actual y la cantidad de aplicaciones creadas, especialmente desde el desarrollo de los ordenadores, hacen que sea difícil considerarlas como tal.

## Contenido
- Escudo térmico
- Plataforma de lanzamiento
- Nave espacial (tripuladas o no)
- Freno atmosférico
- ICBM o cohetes de alcance intercontinental
- Centrífuga
- Internet interplanetario
- Cohetes Aceleradores Sólidos (transbordador espacial)
- Satélite
- Transbordador espacial
- Estación espacial
- Traje espacial
- Telemetría
- Minería de asteroides
- GPS interestelar